# Franz Weselik
Franz Weselik, né le 20 avril 1903 et mort le 15 mars 1962, était un footballeur international autrichien, notamment connu pour ses performances au SK Rapid Vienne et au FC Mulhouse.

## Biographie
Il fait ses débuts en équipe d'Autriche de football en mai 1928 contre l'équipe de Hongrie de football.
Il est ainsi sélectionné à 11 reprises, marquant 13 buts. 
Sa dernière sélection internationale est honorée en avril 1933, également contre la Hongrie.

## Carrière
- 1919-1923 : Blue Star Vienne
- 1923-1934 : SK Rapid Vienne (175 match, 160 buts)
- 1934-1937 : FC Mulhouse (entraineur-joueur)
- 1937-1938 : Jönköping
- 1938 : SC Red Star Wien[2]

## Palmarès
- Championnat d'Autriche de football (2) :
  - 1929, 1930

- Coupe d'Autriche de football (1) :
  - 1927

- Coupe Mitropa (1) :
  - 1930